# Caldey
Caldey (Welsh: Ynys Bŷr, naar een vroegere abt) is een eiland dat ten zuiden van Tenby in het graafschap Pembrokeshire, Wales in de Baai van Carmarthen ligt.
Dit eiland heeft een klein dorp, maar het is vooaral bekend om zijn klooster. Caldey is gescheiden van het vasteland door het nauw van Caldey, dat 1 tot 2 km breed is. In de lente en zomer vaart er een veerdienst vanaf de haven van Tenby.
Limestone, een soort kalksteen vergelijkbaar met mergel, werd in de 19e eeuw op dit eiland gedolven en werd in de plaatselijke kalkovens (kilns) gebrand. Soms werd de kalksteen naar de Annery Kiln op het Torridge in Noord-Devon gebracht.
Het van oorspronkelijke Keltische klooster werd gesticht in de 6e eeuw en vanaf 1136 tot de opheffing van de kloosters in 1536 was het een Benedictijnse instelling. Een Anglicaanse Benedictijnse gemeenschap, geleid door Dom Aelred Carlyle, kwam er in 1906 en bouwde er de huidige abdij. Zij werden geaccepteerd door de Rooms-Katholieke Kerk in 1913, maar verlieten Caldey in 1925 door financiële problemen en verhuisden naar de abdij van Prinknash. De Cisterciënzers die nu de abdij bewonen, kwamen in 1929 van de abdij van Scourmont België. Decennia lang werden minstens 54 kinderen misbruikt door monniken en leken.
Gedurende de zomermaanden varen er boten van en naar het eiland. Op het eiland zijn onder meer een Normandische kapel, een kerk uit de 12e eeuw, een Ogham (Keltisch kruis) uit de 6e eeuw en het klooster uit de 20e. De vuurtoren van Caldey stamt uit 1828.
Het hoofdinkomen van het eiland is het toerisme. Door het met de hand vervaardigen van parfum en chocolade verdient het eiland zo het benodigde geld om de winter door te komen. Het klooster startte een internetwinkel in 2001. De lavendelparfum is volgens parfumkenner Luca Turin "simply the best lavender soliflore on earth". Het eiland voorziet ook in een spiritueel rustoord door het jaar heen.
Er is een privé-gasthuis, alsook een brandweerauto, ambulance en kustwachtteam op het eiland.
De naam van het eiland Caldey stamt af van een Vikingnaam Keld-eye en betekent zoveel als: koud eiland.